# کارلوس (بازیکن فوتبال، زاده ۱۹۸۵)
کارلوس سانتوس دی جسوس (به پرتغالی: Carlos Santos de Jesus) مدافع اهل برزیل است که در شهر سائوپائولو و در تاریخ ۲۵ فوریهٔ ۱۹۸۵ به دنیا آمده‌است.